# خانه ورثه مرحوم علی آقا زرگر
خانه ورثه مرحوم علی آقا زرگر مربوط به دوره قاجار است و در اصفهان، خیابان عبدالزاق، کوچه قزوینیها واقع شده و این اثر در تاریخ ۲۸ آذر ۱۳۵۴ با شمارهٔ ثبت ۱۲۸۱ به‌عنوان یکی از آثار ملی ایران به ثبت رسیده‌است.